# Brit HaBirionim
Brit HaBirionim (en hebreu: ברית הבריונים; en anglès: The Strongmen Alliance; en català: Aliança de matons) va ser una facció feixista clandestina i autodeclarada del Moviment Sionista Revisionista (ZRM) a la Mandat britànic de Palestina, activa entre 1930 i 1933. Va ser fundada per Abba Ahimeir, Uri Zvi Greenberg i Yehoshua Yeivin.

## Història
Els disturbis àrabs de 1929 i la incapacitat d'Haganà d'evitar amb èxit la massacre d'Hebron de 1929 i la de Safed van portar a la creació de la primera organització militant caracteritzada per la seva completa dissociació de l'establishment sionista existent dominat pel moviment sionista laborista.

## Ideologia

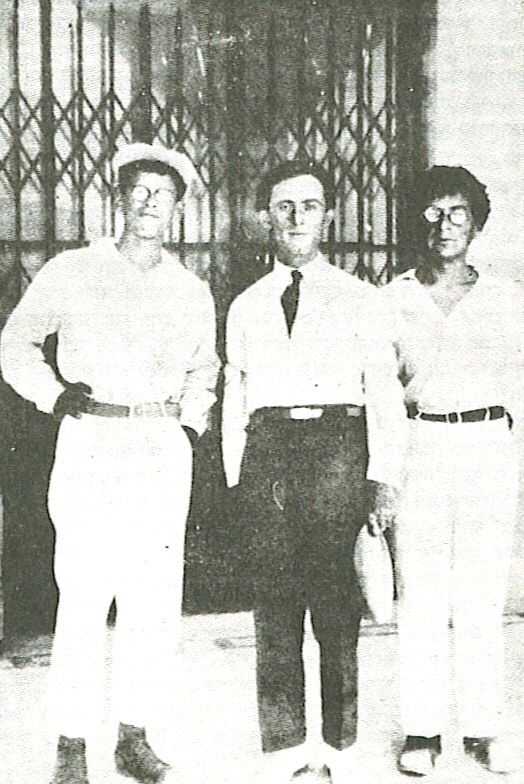
Abba Ahimeir, Uri Zvi Greenberg i Yehoshua Yeivin.

La ideologia oficial de l'organització era el maximalisme revisionista, que es basava en el feixisme italià. Pretenia crear un estat corporativista feixista. També està influït per la ideologia cananeu de Yonatan Ratosh i les teories d'Oswald Spengler a El declivi d'Occident (1918). Va demanar que el Moviment Revisionista Sionista (ZRM) adoptés els principis feixistes del règim de Benito Mussolini a Itàlia per crear un «nacionalisme pur» integrista entre els jueus. El maximalisme revisionista rebutja el comunisme, l'humanisme, l'internacionalisme, el liberalisme, el pacifisme i el socialisme; va condemnar els sionistes liberals per treballar només per als jueus de classe mitjana en lloc de la nació jueva en el seu conjunt. Els objectius mínims del maximalisme revisionista es van presentar el 1932 i Ahimeir va demanar oficialment que el lideratge del Moviment Revisionista Sionista es redissenyés en forma de dictadura, la creació d'una federació sionista independent. També va demanar fer una guerra contra la corrupció al moviment sionista i contra l'antisemitisme. La psicologia del moviment es va destacar en el seu lema de «conquerir o morir».

## Operacions

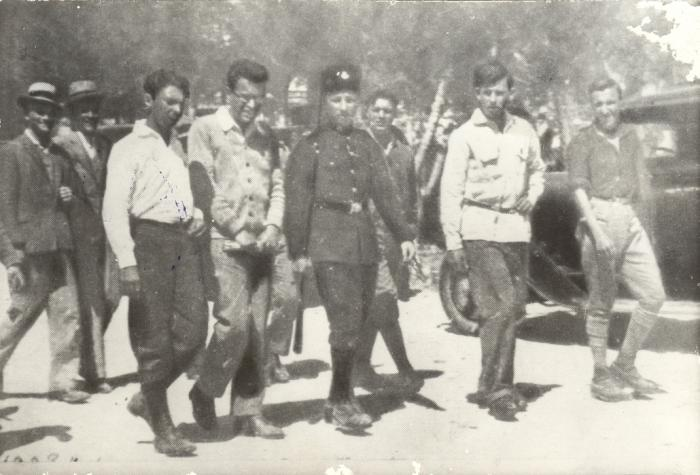
Abba Ahimeir (emmanillat) i altres membres de Brit HaBirionim, entre ells Haim Dviri, són portats al tribunal a Jerusalem.

Els membres de Brit HaBirionim van dur a terme diverses operacions com ara manifestacions contra dignataris britànics visitants o concentracions contra la detenció i deportació a Europa, per part del govern britànic, dels refugiats jueus als quals se'ls havia acabat el visat de turista. També van fer diversos intents d'interrompre un cens realitzat pels britànics i altres activitats il·legals en aquell moment com fer sonar el xofar al Mur de les Lamentacions (prohibit als jueus en aquella època) o retirar les banderes nazis de dos consolats alemanys.
El 1933, les autoritats Mandat britànic de Palestina en va arrestar diversos membres, inclòs Ahimeir, i els van acusar de l'assassinat de Chaim Arlosoroff. Tot i que va ser absolt dels càrrecs l'any 1934, el judici va embrutar la reputació del grup i va provocar el seu aïllament per part dels antics partidaris polítics entre la població jueva, i finalment a la seva desaparició.